# Amerila cinyra
Amerila cinyra là một loài bướm đêm thuộc phân họ Arctiinae, họ Erebidae.